# Ротань-головешка
Ротань-головешка, також відома як головешка амурська (Perccottus glenii) — прісноводна риба, що належить до монотипового роду Perccottus, родини Головешкові (Odontobutidae). Іноді головешку плутають із бичком-ратаном, але це різні види риб.

## Характеристика

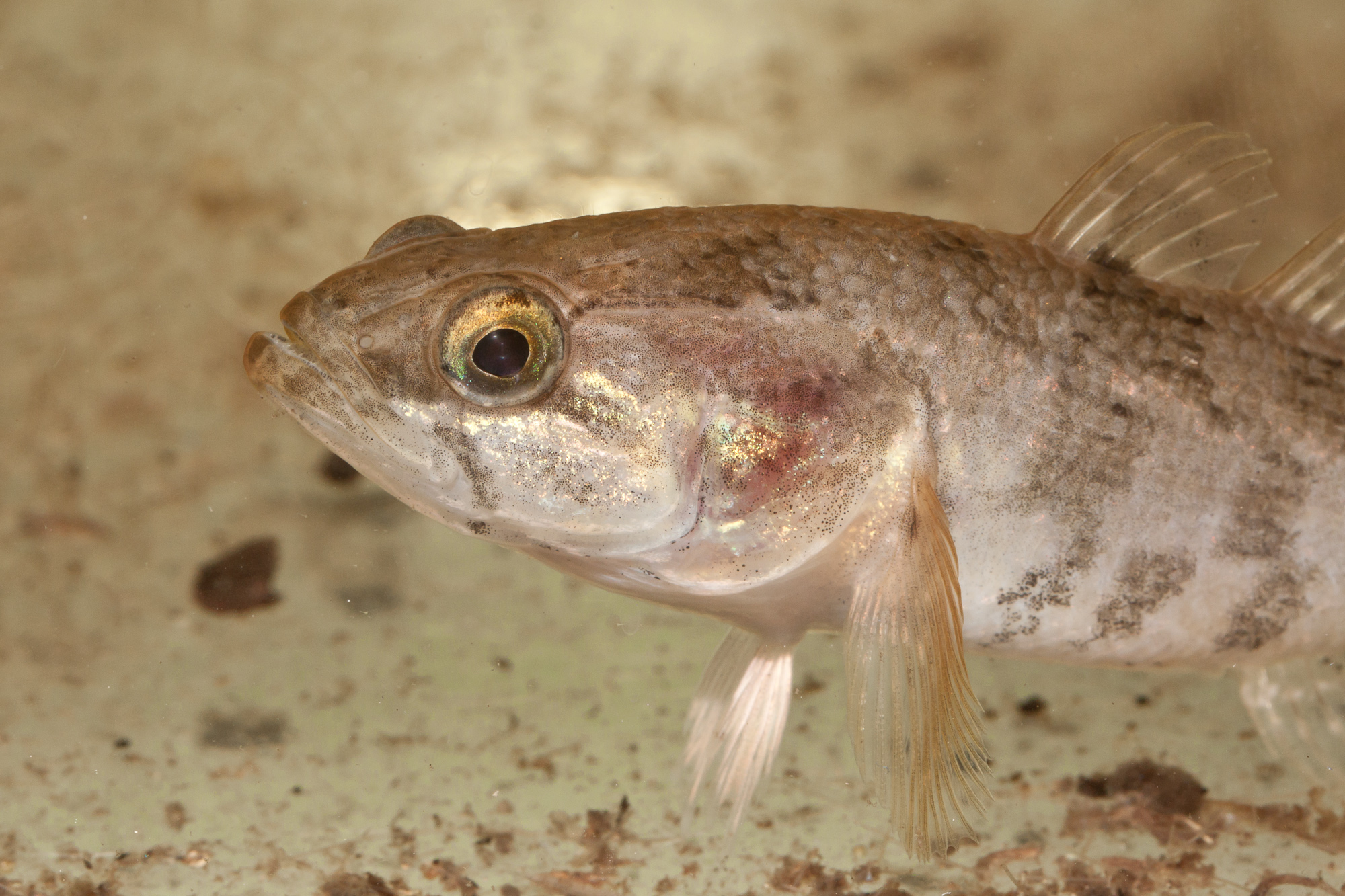
Голова ротаня

Завдовжки до 25 см. Тіло витягнуте, валькувате, товсте біля голови та сплюснуте з боків біля хвоста. Голова дуже велика, з великим ротовим отвором. Нижня щелепа довша за верхню. Губи м'ясисті. Зуби гарно розвинені, багаторядні, зігнуті. Очі великі. Тіло та більша частина голови вкрита досить крупною лускою. Як і всі окунеподібні головешка має 2 спинних плавці. Хвостовий плавець закруглений. Забарвлення самиць зеленувато-сіре з темними плямами, самці зазвичай майже чорні, а у період нересту самці стають повністю чорними.

## Ареал
Природний ареал охоплює водойми Далекого Сходу (басейн річки Амур: східні райони Сибіру, Маньчжурії та Кореї). У 1912 році потрапив до Європи як акваріумна рибка, а потім був випущений у природні водойми, де гарно пристосувався до нових умов життя та почав розширювати ареал існування. Наразі зустрічається на значній частині європейської території Російської Федерації, в Сибіру, в Казахстані та Узбекистані, поширився країнами Європи, а саме в Польщі та країнах Дунайського басейну. На сьогодні найзахіднішою точкою ареалу цього виду є Баварія, де він відзначений у ставках в басейні Дунаю. Крім басейну Дунаю відзначений у басейні Лаби в Чехії, у ставках вздовж річки Бероунка.

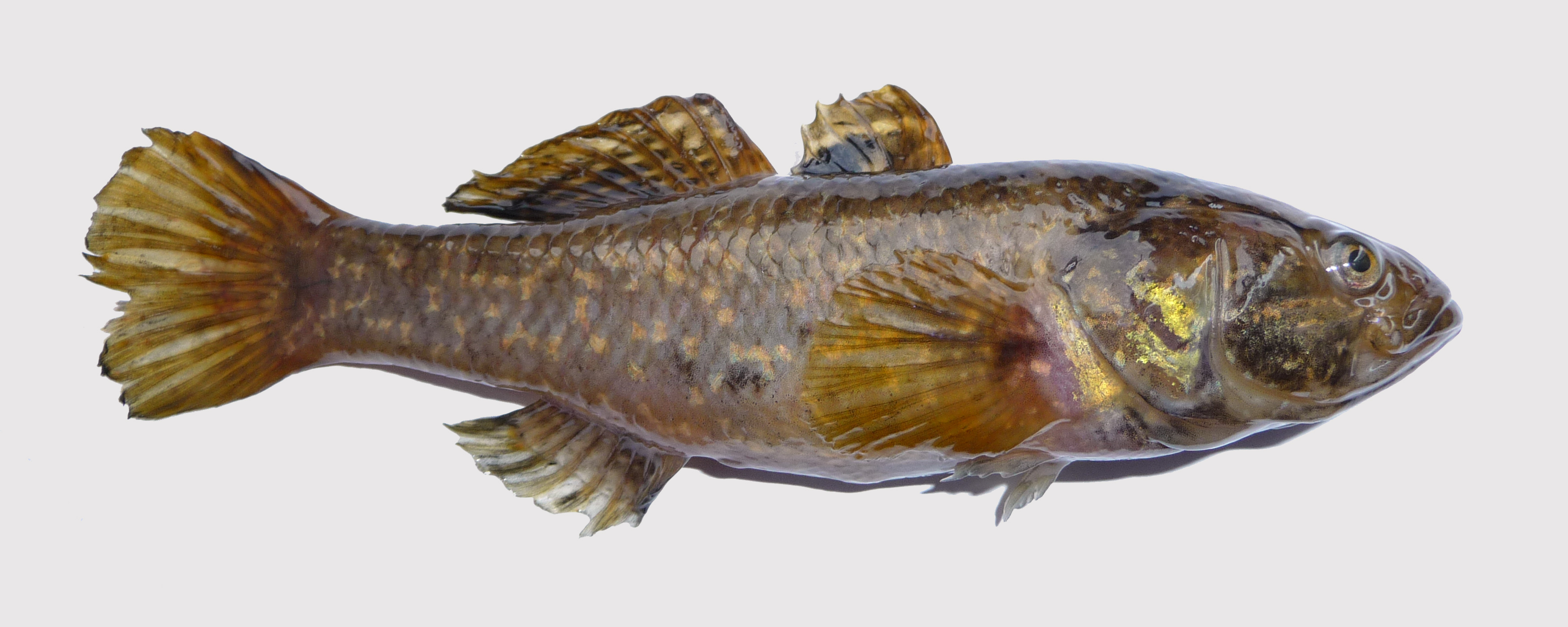
Ротань з-під Вінниці

В Україні зустрічається з кінця 1970-х, коли потрапив до водойм західної України разом із рибами-фітофагами. Пізніше був занесений до басейну річки Латориці на Закарпаття. В останні роки поширився басейном верхнього Дністра, Прута, і Дніпра. В останні роки відзначений у межах України в нижньому Дунаї в районі Вилкова, а також підтверджений в басейні Південного Бугу, зокрема в річці Гірський Тікич. 2018 року цей вид з'явився в басейні річки Хорол на Полтавщині. Відома одна знахідка у морському середовищі в Ягорлицькій затоці Чорного моря.
На даний момент найсхіднішою реєстрацією виду на теренах України є басейн річки Жихорець в околицях Харкова, в басейні Сіверського Донця.

## Спосіб життя
Головешка відрізняється великою витривалістю та екологічною пластичністю. Він може жити у водоймах, які промерзають наскрізь або повністю пересихають, можуть жити у воді з малим вмістом кисню або навіть у болоті. При несприятливих умовах занурюється у мул. Тримається заростей водної рослинності. Головешка — ненажерливий хижак. Він атакує будь-яку здобич, що менше нього за розмірами, включаючи особин свого виду. Нападати на рибу може навіть з повним шлунком. Також живиться ікрою риб та падлом. Тривалість життя головешка у водоймах Європи становить 8 — 10 років.

## Розмноження
Статевої зрілості досягає у 3-4 роки, будучи завдовжки 5 — 7 см. Розмноження починається у травні, коли вода прогріється до 15°С. Нереститься біля берегів, ікру відкладає на водну рослинність або інший твердий субстрат. Плодючість до 4,5 тисяч ікринок. Відкладену самицею ікру під час інкубації охороняє самець, він відганяє від кладки риб та забезпечує аерацію, працюючи плавцями.

## Значення
Є об'єктом лову рибалок-аматорів, м'ясо головешка має гарні смакові якості. Ротань-головешка вважається дуже шкідливою рибою, яка внаслідок своєї ненажерливості може винищити усі види риб у водоймі або суттєво скоротити їх популяції. Навіть відомий факт утворення ротанем-головешкою моновидового угруповання в Латвії.
В Європейському Союзі включено до списку чужорідних інвазійних видів.